# Loco-Motion (arcadespel)
Loco-Motion (ook bekend als Guttang Gottong) is een arcade-puzzelspel ontwikkeld door Konami in 1982 en onder licentie uitgegeven door Centuri. In Loco-Motion moet de speler een pad creëren voor een locomotief door sporen zo te verplaatsen dat de trein passagiers kan ophalen.

## Beschrijving
Loco-Motion heeft gemeen met een schuifpuzzel dat de speler blokjes horizontaal of verticaal door een rechthoekig frame kan bewegen waarin een lege plek zit. De blokjes zijn hier onderdelen van een spoorweg en de speler moet deze gebruiken om een pad te creëren voor een trein die niet stopt. Aan de rand van het gebied zijn verschillende stations met passagiers die opgepikt moeten worden.
De speler gebruikt een joystick om een deel van het spoor in het lege vakje te plaatsen en kan een knop gebruiken om de trein sneller te laten bewegen. De trein is echter altijd in beweging en kan niet gestopt worden. De speler moet voorkomen dat de trein in aanrijding komt met een barricade, de rand van het speelveld of het einde van het spoor. Als dit toch gebeurt verliest de speler een leven. Terwijl de speler de stukjes van het spoor beweegt wordt de route van de trein in het geel aangegeven.
Van tijd tot tijd verschijnt er een klokje boven een van de stations. Als de speler de passagiers op dat station ophaalt voordat de tijd verstreken is wordt de overgebleven tijd opgeteld bij de score. Zo niet, dan sturen de passagiers een "Crazy Train"  het spoor op, die de speler moet zien te ontwijken. Als een klokje boven een station zonder passagiers op nul staat wordt dit station vernietigd en verandert het in een barricade. Crazy Trains kunnen tegen elkaar aangereden worden om ze te vernietigen. Dit creëert echter wel twee nieuwe barricades of vernietigt een station als de botsing daar plaatsvindt.
Op moeilijkere levels zijn er speciale stukjes rails met een ingang en drie uitgangen. De speler kan niet kiezen welke van de drie uitgangen de trein neemt, omdat deze willekeurig gekozen wordt. De speler krijgt echter wel bonuspunten als deze over een van deze stukjes rails rijdt.
Een level is afgelopen als er geen passagiers meer zijn om op te halen. De speler gaat dan verder naar het volgende level dat een andere lay-out heeft, groter of kleiner is en meer doodlopende stukken bevat. De bonusstations verschijnen vaker en in de latere levels verschijnt er een extra Crazy Train op het scherm vanaf het begin.
Als de speler een gesloten cirkel van het spoor maakt en hier een aantal seconden op blijft rijden verschijnt er een "Loop Sweeper" die de speler achtervolgt. Als de Sweeper de trein bereikt verliest de speler een leven. Sweepers kunnen ook tegen elkaar of tegen Crazy Trains gebotst worden om ze te vernietigen. De gevolgen zijn echter hetzelfde als hierboven beschreven.
De speler krijgt een extra leven bij 10.000 punten.

## Score
| Actie                                                                          | Score              |
| ------------------------------------------------------------------------------ | ------------------ |
| De speler rijdt over een bonusspoor                                            | 150 punten         |
| De speler haalt een passagier op bij een stop                                  | 100 punten         |
| Over elk blok van het spoor rijden om bij een stop te komen                    | 10 punten per blok |
| Een level voltooien zonder dat er stations vernietigd worden ("Perfect Clear") | 5000 punten        |
| Een level voltooien als enkele stations vernietigd worden ("Clear")            | 1000 punten        |

Het aantal punten voor een bonusstation wordt willekeurig bepaald met een maximum van 2470 punten.

## Porteringen en klonen
Loco-Motion werd geporteerd naar Intellivision en naar de Tomy Tutor. Ondertussen werkte Activision aan een spel genaamd Happy Trails dat verrassend vergelijkbaar was.  Happy Trails werd na Loco-Motion uitgegeven en werd zeer goed beoordeeld, waardoor Intellivision Loco-Motion in prijs moest verlagen.
De MSX kreeg een officiële portering van Konami met de naam Crazy Train.
M-network maakte ook een prototype voor de Atari 2600 . Op 5 juli 1983 werd dit project echter om onbekende reden geschrapt.
Confuzion (1985) voor de ZX Spectrum en Commodore 64 is vergelijkbaar met Loco-Motion.